# Osiedle Panorama (Siedlce)

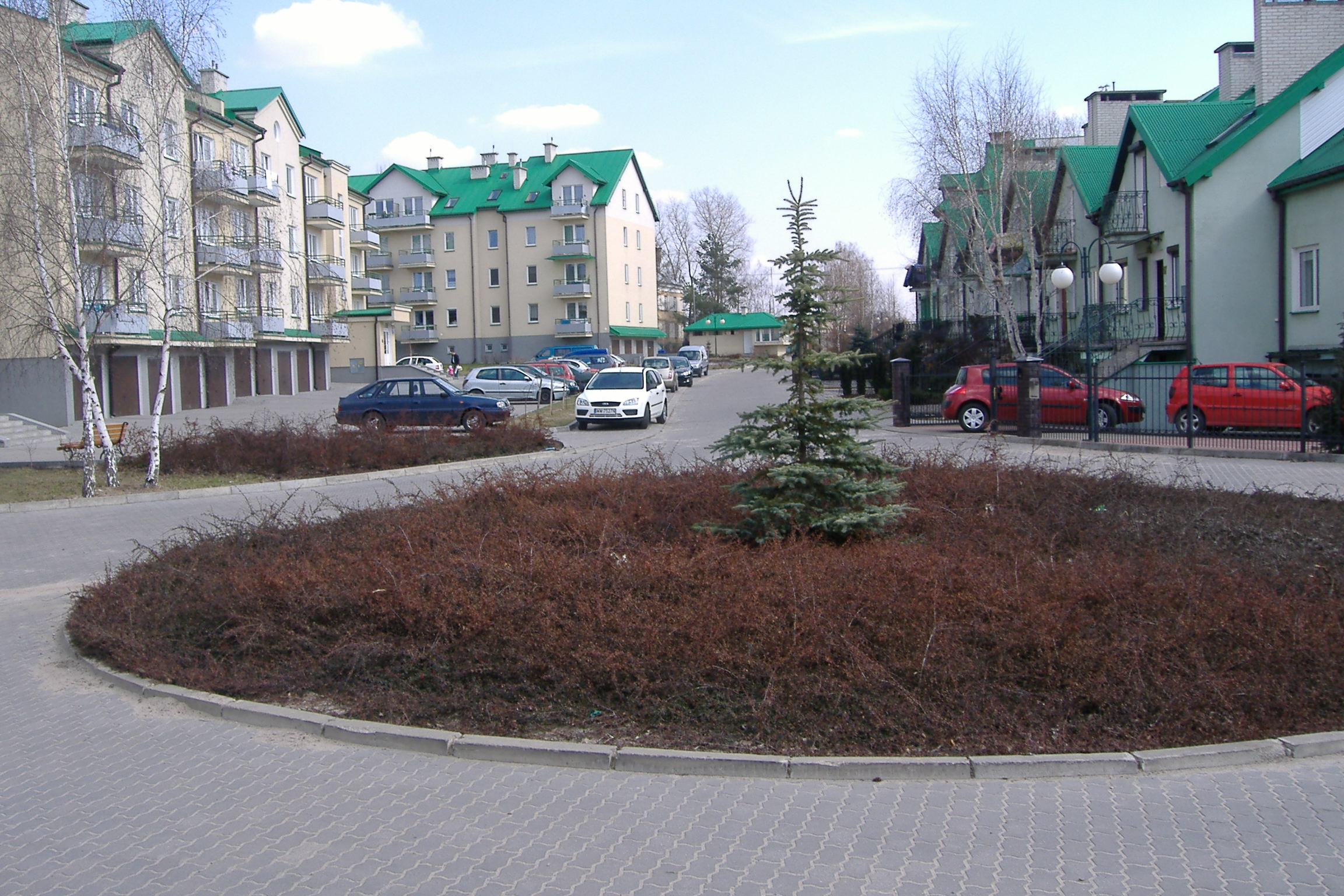
Os. Panorama

Os. Panorama (zwane potocznie os. Daszyńskiego) – osiedle mieszkaniowe w Siedlcach, leży w zachodniej części miasta, przy stacji PKP Siedlce Zachodnie. Budowę osiedla rozpoczęto w 2000 roku, ostatnie bloki na tym osiedlu mają zostały ukończone w 2008 roku.
Osiedle zajmuje obszar ok. 6 ha i zabudowane jest domami w zabudowie szeregowej oraz blokami (4 piętrowymi).

## Położenie
Osiedle znajduje się pomiędzy ulicami:
- Warszawską (od południa),
- I. Daszyńskiego (od wschodu),
- Piaski Zamiejskie (od północy)

Osiedle graniczy z: 
- Os. Skarpa (od wschodu),
- Zajazdem Hetman (od południa),
- torami i stacją PKP Siedlce Zachodnie (od północy)

## Ważniejsze obiekty
- stacja PKP Siedlce Zachodnie
- "Hala Targowa 2"